# Miahuatlán de Porfirio Díaz
Miahuatlán de Porfirio Díaz là một đô thị thuộc bang Oaxaca, México. Năm 2005, dân số của đô thị này là 32185 người.